# McLaren MP4-24
La McLaren MP4-24 è un'automobile monoposto sportiva di Formula 1, costruita dalla casa automobilistica McLaren, che ha partecipato al Campionato mondiale di Formula 1 2009.

## Presentazione
È stata presentata il 16 gennaio 2009 a Woking, presso la sede della scuderia.

### Livrea e sponsor
La livrea rimane inalterata rispetto alle stagioni precedenti.

## Sviluppo
In virtù dei nuovi regolamenti imposti dalla FIA per la stagione 2009, la MP4-24 presenta numerose novità rispetto alla precedente MP4-23: è stato ridotto l'alettone posteriore, è stato ampliato l'alettone anteriore, il cui flap potrà essere modificato direttamente dal pilota, sono state eliminate le feritoie di sfogo sulla carrozzeria ed è stato introdotto il sistema KERS, realizzato in collaborazione con Mercedes-Benz High Performance Engines.

## Scheda tecnica
La scheda tecnica della monoposto. Il differenziale è autobloccante, la distribuzione è pneumatica, il materiale del blocco cilindri è in alluminio microfuso; gli pneumatici sono i Potenza del fornitore unico Bridgestone, il sistema radio è fornito dalla Kenwood, il volante dalla Enkei mentre il KERS è realizzato in collaborazione con Mercedes-Benz High Performance Engines.

## Piloti
- Lewis Hamilton -  Regno Unito - n. 1
- Heikki Kovalainen -  Finlandia - n. 2
- Pedro de la Rosa -  Spagna - collaudatore
- Gary Paffett -  Regno Unito - collaudatore

## Carriera agonistica

### I test
Il 17 gennaio 2009, il collaudatore del team  Pedro de la Rosa ha fatto il primo giro di prova della MP4-24 all'Autódromo Internacional do Algarve.
Nei test, la MP4-24 si è dimostrata più lenta delle rivali a causa di problemi aerodinamici, con Lewis Hamilton e Heikki Kovalainen ripetutamente in fondo alla classifica. L'auto è stata sottoposta a un attento esame da parte dei membri del team e di altri critici. Martin Whitmarsh, caposquadra della McLaren, ha detto che la squadra "non ha fatto un lavoro abbastanza buono". Ha anche continuato dicendo: "Abbiamo un'auto sottosviluppata, non abbiamo sufficiente carico aerodinamico e vorremmo concentrarci sulla correzione del problema il più rapidamente possibile".

### La stagione
La stagione inizia negativamente con la squalifica in cui incorre Lewis Hamilton nel corso del Gran Premio d'Australia. L'inglese, che inizialmente era stato classificato terzo ai danni di Jarno Trulli, è stato successivamente squalificato dalla FIA, sulla base di un comportamento giudicato antisportivo. Il fatto è stato scoperto dall'analisi delle registrazioni radio tra il pilota anglocaraibico della McLaren e il muretto, dal quale sarebbe partito l'ordine di rallentare per lasciarsi superare da Trulli in regime di safety car. L'inglese avrebbe poi negato di aver rallentato volontariamente. La parte iniziale della stagione è molto deludente con la macchina che spesso non raggiunge i punti. Dal Gran Premio d'Ungheria la vettura si dimostra più competitiva, conquistando la prima vittoria con Hamilton. Nel gran premio seguente le due vetture monopolizzano la prima fila e solo un disguido ai box impedisce a Hamilton di lottare per la vittoria finale con Barrichello. Lewis Hamilton conquista due pole di fila (Monza e Singapore). Nella prima gara il podio viene perduto per un incidente del pilota all'ultimo giro, mentre nella gara asiatica l'inglese ottiene la seconda vittoria dell'anno. Anche le prestazioni di Kovalainen testimoniano del miglioramento della vettura; il finlandese giunge per sei gare di fila in zona punti, tuttavia le sue prestazioni rimangono lontane da quelle del compagno di squadra, e non conquista neanche un podio. Hamilton chiude la stagione con due podi (Giappone e Brasile) e la pole ad Abu Dhabi, dove la terza vittoria stagionale gli sfugge, a causa di un problema al freno posteriore, che lo costringe al ritiro. La McLaren conquista il terzo posto nella classifica costruttori, battendo di un solo punto la Ferrari.

## Risultati F1
| Anno | Team             | Motore                       | Gomme | Piloti     |     |     |   |    |     |     |    |     |    |   |   |     |    |   |    |    |     | Punti | Pos. |
| ---- | ---------------- | ---------------------------- | ----- | ---------- | --- | --- | - | -- | --- | --- | -- | --- | -- | - | - | --- | -- | - | -- | -- | --- | ----- | ---- |
| 2009 | McLaren Mercedes | Mercedes-Benz FO 108W 2.4 V8 | B     | Hamilton   | SQ  | 7   | 6 | 4  | 9   | 12  | 13 | 16  | 18 | 1 | 2 | Rit | 12 | 1 | 3  | 3  | Rit | 71    | 3º   |
| 2009 | McLaren Mercedes | Mercedes-Benz FO 108W 2.4 V8 | B     | Kovalainen | Rit | Rit | 5 | 12 | Rit | Rit | 14 | Rit | 8  | 5 | 4 | 6   | 6  | 7 | 11 | 12 | 11  | 71    | 3º   |

| Legenda | 1º posto     | 2º posto | 3º posto    | A punti         | Senza punti/Non class.  | Grassetto – Pole position Corsivo – Giro più veloce |
| Legenda | Squalificato | Ritirato | Non partito | Non qualificato | Solo prove/Terzo pilota | Grassetto – Pole position Corsivo – Giro più veloce |